# Emmanuel Dupaty
Louis Emmanuel Félicité Charles Mercier Dupaty, född den 30 juli 1775 i Blanquefort (departementet Gironde), död den 29 juli 1851 i Paris, var en fransk dramatisk författare. Han var son till Jean-Baptiste Mercier Dupaty och bror till Charles Dupaty.
Dupaty, som var medlem av Franska akademien, skrev en mängd lustspel och vådeviller, bland annat den i Sverige en tid mycket omtyckta La prison militaire (1802; "Fästningen i Boston eller De tre arrestanterna", 1806), Le chapitre second (1799) och La jeune prude (1804; "Den sedesamma, eller Fruntimmerna sins emellan", 1824). Dupaty skrev även satiren Les délateurs (1819).